# Suites pour orchestre de Bach
Sont conservées de Johann Sebastian Bach quatre suites pour orchestre, aussi nommées ouvertures (titre donné par l'auteur lui-même), en raison de l'importance qu'y tient le premier mouvement.
Les suites sont composées d'une succession de danses variées, stylisées, avec quelques pièces additionnelles. Le premier mouvement est toujours une ouverture à la française, constituée de deux parties : une lente au rythme pointé et une seconde partie rapide basée sur une écriture fuguée (avant la reprise de la partie lente, écourtée).

## Ouverture n° 1 en do majeur, BWV 1066

### Orchestration
- 2 hautbois
- 1 basson
- 1er et 2nd violons
- Alto
- Basse continue (clavecin, violoncelles et contrebasses)

### Mouvements
1. Ouverture
2. Courante
3. Gavotte I/II - alternativement
4. Forlane
5. Menuet I/II - alternativement
6. Bourrée I (do majeur)/Bourrée II (do mineur) - alternativement
7. Passepied I/II

## Ouvertureno2en si mineur, BWV 1067
Le mouvement final (Badinerie) en est particulièrement connu[réf. souhaitée].

### Orchestration
- 1 flûte traversière
- 1er et 2nd Violons
- Alto
- Basse continue (clavecin, violoncelles et contrebasses)

### Mouvements
1. Ouverture
2. Rondeau
3. Sarabande
4. Bourrée I & II
5. Polonaise et Double (avec flûte solo)
6. Menuet
7. Badinerie (avec flûte solo)

## Ouverture n° 3 en ré majeur, BWV 1068

### Orchestration
- 3 trompettes en ré
- 2 timbales
- 2 hautbois
- 1er et 2nd Violons
- Alto
- Basse continue (clavecin, violoncelles et contrebasses)

### Mouvements
1. Ouverture
2. Air
3. Gavotte I/II
4. Bourrée
5. Gigue

L’Air a été transposé et réduit pour violon et piano, en 1871, par August Wilhelmj, de manière a pouvoir être joué sur la corde de sol uniquement. Cette réduction a connu un grand succès populaire sous le titre d'Air sur la corde de sol.

## Ouverture n° 4 en ré majeur, BWV 1069

### Orchestration
- 3 trompettes
- 2 timbales
- 3 hautbois
- 1 basson
- 1er et 2nd Violons
- Alto
- Basse continue (clavecin, violoncelles et contrebasses)

### Mouvements
1. Ouverture[n 1]
2. Bourrée I/II (si mineur)
3. Gavotte
4. Menuet I/Menuet II ( 1er et 2nd violons, alto et continuo) - alternativement
5. Réjouissance